# Dicasteriul pentru Bisericile Orientale
Dicasteriul pentru Bisericile Orientale (în latină Dicasterium pro Ecclesiis Orientalibus) este organismul Curiei Romane responsabil pentru coordonarea bisericilor catolice răsăritene și pentru contactul cu bisericile răsăritene neunite.

## Structură
În anul 2022 papa Francisc l-a numit la conducerea acestui organism pe arhiepiscopul Claudio Gugerotti. În afară de prefect, din această dicasteriu fac parte 21 cardinali, 5 patriarhi și mai mulți arhiepiscopi și episcopi numiți de papă pentru mandate de câte 5 ani. Membri de drept ai acestui organism sunt prefectul Dicasteriului pentru Promovarea Unității Creștinilor și patriarhii, respectiv arhiepiscopii majori ai bisericilor răsăritene unite cu Roma. 

### Membri
Cardinali
- Gerhard Ludwig Müller (din 2014)
- Mario Zenari (din 2017)
- Christoph Schönborn OP
- Ricardo Blázquez (din 2015)
- Péter Erdő (din 2015)
- Angelo Bagnasco
- Thomas Christopher Collins (din 2015)
- Kurt Koch (din 2010)[1]
- Angelo Scola (din 2012)[2]
- Marc Ouellet PSS (din 2012)[2]
- André Vingt-Trois (din 2012)[2]
- Reinhard Marx (din 2012)[2]
- George Alencherry (din 2012)[3]
- Timothy Michael Dolan (din 2012)[3]
- Lucian Mureșan (din 2012)[3]
- Fernando Filoni (din 2012)[3]
- Edwin Frederick O’Brien (din 2012)[3]
- Miguel Ayuso Guixot (din 2020)
- Luis Antonio Tagle (din 2021)

Patriarhi
- Gregor al III-lea Laham
- Fouad Twal (din 2009)[4]
- Béchara Pierre Raï (din 2012),[2] patriarhul Bisericii Maronite
- Louis Raphaël I. Sako (din 2014), patriarhul Bisericii Catolice Caldee
- Pierbattista Pizzaballa (din 2017 ca arhiepiscop, din 2020 ca patriarh)

Arhiepiscopi Majori
- Isaac Cleemis Thottunkal
- Sviatoslav Șevciuc (din 2011)[5]

Arhiepiscopi
- Ján Babjak SJ (din 2009)[4]
- Berhaneyesus Demerew Souraphiel CM (din 2009)[4]
- Piero Marini
- Fülöp Kocsis (din 2015)

Episcopi
- Antoine Audo SJ
- Pierre Bürcher